# 11948 Justinehénin
11948 Justinehénin è un asteroide della fascia principale. Scoperto nel 1993, presenta un'orbita caratterizzata da un semiasse maggiore pari a 3,2003119 au e da un'eccentricità di 0,1197863, inclinata di 1,89230° rispetto all'eclittica. L'asteroide è dedicato alla tennista belga Justine Henin.